# زمرة قابلة للحلحلة
في الرياضيات، وبالتحديد في نظرية الزمر، زمرة قابلة للحلحلة (بالإنجليزية: Solvable group)‏ هي زمرة يمكن إنشاؤها بواسطة زمر أبيلية باستعمال التمديدات. انظر إلى زمرة بديهية.

## تعريف
تكون زمرة ما قابلة للحلحلة إذا كانت تقبل سلسلة من زمر جزئية كل واحدة داخل سابقاتها تبدأ من الزمرة وتنتهي عندالزمرة المحايدة وعواملها زمر تبادلية.
هذا تعريف يكافئ أن سلسلة الزمر المشتقة منتهية وتستقر عند الزمرة المحايدة.

## أمثلة
جميع الزمر التبادلية هي زمر قابلة للحلحلة وكل زمرة عدد عناصرها قوة عدد أولي بل يكفي أن يكون عددا فرديا حسب مبرهنة فايت-تومسون.

## خصائص
انظر أيضا امتداد زمرة.

## مبرهنة بورنسايد
تنص مبرهنة بورنسايد على أنه إذا كانت G زمرة منتهية رتبتها
{\displaystyle p^{a}q^{b}\ }
حيث p و q عددان أوليان وحيث a و b عددان صحيحان موجبان، فإن G قابلة للحلحلة.
كل زمرة عدد عناصرها يساوي قوة عدد أولي هي قابلة للحلحلة.